# Оха
Оха́ — город (с 1938 г.) в России, центр Охинского городского округа Сахалинской области. Расположен на севере острова Сахалин.
Население — 19 888 чел. (2023).
"Город нефтяников", расположен в 849 км на север от Южно-Сахалинска.
Посёлок Оха возник при месторождении нефти, открытом в 1880 году.
Город Оха награждён государственной наградой — орденом «Знак Почёта» (1978). Указом Президента Российской Федерации от 10 сентября 2021 года городу было присвоено звание «Город трудовой доблести».

## История
В 1880 году было открыто нефтяное месторождение, близ которого вырос посёлок Охэ (позже — Оха). В 1888 году Григорий Зотов, получив в наследство право на управление участков с нефтеносными признаками на севере Сахалина, взялся за организацию нефтяного бизнеса. В 1889 году вместе с компаньонами создал товарищество «Г. И. Зотов и Ко». В 1892 году пробурил две первые скважины на Сахалине. Но из-за недостатка опыта и слабой технической оснащенности не добился существенных результатов.
В 1909 году создается Сахалинское нефтепромышленное товарищество «Наследники Г. И. Зотова и Ко». Оно возобновило разведочные работы на Охинском месторождении. В 1910 году здесь партией под руководством горного инженера А.В. Миндова была пробурена скважина и получена промышленная нефть. Вышка, с которой бурили скважину, сохранилась до наших дней и является памятником истории. Ее называют «Русская нефтяная вышка», или «Вышка Зотова».
С 1920 по 1925 годах был оккупирован Японией. Первая промышленная нефть Охи добыта в 1921 году. Советско-японская конвенция устанавила двусторонние дипломатические и консульские отношения. Согласно конвенции, Япония обязалась к 15 мая 1925 года вывести свои войска с территории Северного Сахалина, который немедленно после этого на основании протокола «А» переходил под суверенитет СССР. В 1926 году создан Охинский район, Сахалинского округа с центром в посёлке Оха.
Строительство современных промыслов началось лишь в 1927 году. Первые тонны «Охинской» нефти были добыты в 1928 году, после создания в Охе государственного предприятия – треста «Сахалиннефть», с которого   началась история «НК – Роснефть Сахалинморнефтегаз». Постепенно Оха начала превращаться в важный промышленный центр Сахалина.
16 ноября 1938 года, указом Президиума Верховного Совета РСФСР рабочий поселок Оха преобразован в город областного подчинения.
В годы Великой Отечественной войны более 4 тысяч охинцев воевали на фронте. Основная часть населения трудилась на местах, внося весомый вклад в общую победу. В годы войны началась активная добыча природного газа. В 1942 году был построен нефтепровод Оха – Комсомольск, что ускорило доставку нефти на материк. В 1944 году ликвидирована японская нефтяная концессия, а её имущество передано тресту «Сахалиннефть».
После войны продолжилось ускоренное развитие нефтегазодобывающей промышленности Сахалина. Осваивались новые технологии глубокого бурения и другие прогрессивные способы.  В 1970-е годы начались работы по добыче нефти на Сахалинском шельфе. В 1955 Построен механический завод, завод глинопорошков в 1961 г., завод ЖБК (ЖелезоБетонных изделий и Конструкций), Охинская ТЭЦ в 1963, обеспечивающая теплом весь север острова
В 1978 году за достижения в хозяйственном и культурном развитии город Оха был награждён орденом «Знак Почёта». В 80-е годы небольшом городе функционировало несколько крупных культурных объектов, как кинотеатр «Нефтяник», Дворец Культуры. Так же, в середине и конце 1980-х началось строительство новых школ и детсадов нового типа с зимними садами-оранжереями («Журавушка» и «Буратино»).
В 1990-х годах, когда происходила перестройка производственных цепочек и переход к рыночной экономике, город начал приходить в упадок. Сокращение рабочих мест и отмена советской системы прописки способствовало массовому отъезду жителей. Так же, на экономике Охи крайне отрицательно сказалось Нефтегорское землетрясение в 1995 году, полностью уничтожившее населённый пункт Нефтегорск, находившийся в 98 км южнее Охи.

## Этимология
Впервые река Оха упоминается в прошении купца А. В. Карамушко из города Николаевска-на-Амуре от 7 июля 1880 года. Возможно, что название Оха происходит от эвенкийского слова охэ, обозначающего шкуру с ног северного оленя. Однако это слово имеет ещё значение «злой, нехороший», что связано с многочисленными поверхностными нефтепроявлениями. Учитывая это, название Оха следует переводить как «нехорошее место». Нивхское название Охи — Выргыт — происходит от слова «выркг’ытть» — гнить, портиться, испортиться и переводится как «гнилое место». Также существует такая легенда: однажды олени, испугавшиеся охотников, бросились бежать по зелёной мари, и один угодил в топкое глубокое «оконце». Когда с помощью срубленных веток охотники вытащили несчастное животное, то увидели, что оленьи ноги и живот вымазаны чёрной маслянистой жидкостью. Молодой эвенк, заметивший, что кожа в этих местах полопалась и сочится кровь, воскликнул: «Оха!», что по-эвенкийски означает «плохо», «злой», «худой».

## Климат
Город Оха относится к районам Крайнего Севера, хотя расположен южнее Москвы. Охотское море и холодное Восточно-Сахалинское течение обуславливают суровый климат (умеренно-холодный морской).
- Среднегодовая температура воздуха — минус 0,2 °C
- Относительная влажность воздуха — 71,7 %
- Средняя скорость ветра — 6,3 м/с

| Среднесуточная температура воздуха в Охе | Среднесуточная температура воздуха в Охе | Среднесуточная температура воздуха в Охе | Среднесуточная температура воздуха в Охе | Среднесуточная температура воздуха в Охе | Среднесуточная температура воздуха в Охе | Среднесуточная температура воздуха в Охе | Среднесуточная температура воздуха в Охе | Среднесуточная температура воздуха в Охе | Среднесуточная температура воздуха в Охе | Среднесуточная температура воздуха в Охе | Среднесуточная температура воздуха в Охе | Среднесуточная температура воздуха в Охе | Среднесуточная температура воздуха в Охе |
| Месяц                                    | Янв                                      | Фев                                      | Мар                                      | Апр                                      | Май                                      | Июн                                      | Июл                                      | Авг                                      | Сен                                      | Окт                                      | Ноя                                      | Дек                                      | Год                                      |
| Ср. максимум, °C                         | −13,9                                    | −12,5                                    | −6,6                                     | 2,5                                      | 10,8                                     | 18,7                                     | 22,1                                     | 21,3                                     | 15,3                                     | 6,2                                      | −3,4                                     | −10,3                                    | 4,3                                      |
| Ср. температура, °C                      | −17,9                                    | −17,2                                    | −12,1                                    | −2,0                                     | 6,0                                      | 13,2                                     | 16,7                                     | 16,1                                     | 10,9                                     | 3,0                                      | −6,6                                     | −13,9                                    | −0,2                                     |
| Ср. минимум, °C                          | −21,9                                    | −21,7                                    | −17,8                                    | −6,6                                     | 1,3                                      | 7,9                                      | 11,6                                     | 11,4                                     | 7,1                                      | 0,0                                      | −9,7                                     | −17,4                                    | −4,6                                     |
| ---------------------------------------- | ---------------------------------------- | ---------------------------------------- | ---------------------------------------- | ---------------------------------------- | ---------------------------------------- | ---------------------------------------- | ---------------------------------------- | ---------------------------------------- | ---------------------------------------- | ---------------------------------------- | ---------------------------------------- | ---------------------------------------- | ---------------------------------------- |

## Население
| 1925    | 1931    | 1935    | 1937    | 1939    | 1959    | 1967    | 1970    | 1979    |
| ------- | ------- | ------- | ------- | ------- | ------- | ------- | ------- | ------- |
| 7700    | →7700   | ↗18 400 | ↗18 900 | ↗19 601 | ↗27 636 | ↗30 000 | ↗30 890 | ↗32 925 |
| 1989    | 1992    | 1996    | 1998    | 2000    | 2001    | 2002    | 2003    | 2005    |
| ↗36 104 | ↗37 000 | ↘31 700 | ↘29 400 | ↘28 200 | ↗28 400 | ↘27 963 | ↗28 000 | ↘27 200 |
| 2006    | 2007    | 2008    | 2009    | 2010    | 2011    | 2012    | 2013    | 2014    |
| ↘26 900 | ↘26 700 | ↘26 400 | ↘26 149 | ↘23 008 | ↘22 893 | ↘22 349 | ↘21 830 | ↘21 495 |
| 2015    | 2016    | 2017    | 2018    | 2019    | 2020    | 2021    | 2023    |         |
| ↘21 203 | ↘21 081 | ↘20 916 | ↘20 715 | ↘20 391 | ↘20 016 | ↗20 357 | ↘19 888 |         |

На 1 января 2025 года по численности населения город находился на 673-м месте из 1124 городов Российской Федерации.
Население Охи существенно сократилось после землетрясения 1995 года, произошедшего в п. Нефтегорск в 99 км южнее Охи и ставшего разрушительным для всего посёлка. Многие здания Охи также пострадали или были разрушены. Весь Охинский район пострадал. С 1996 по 2016 годы город покинула треть населения, большинство из них перебрались на материк.

## Экономика

### Добыча природных ресурсов
Оха — крупный центр нефтяной и газовой промышленности Сахалина (ООО «РН-Сахалинморнефтегаз»). Из Охи нефть по нефтепроводу поступает в Комсомольск-на-Амуре. В 2020 году добыча нефти на старых месторождениях остановлена из-за аварии на нефтепроводе Оха-Комсомольск-на-Амуре. Вся промышленная добыча нефти сосредоточена на шельфе острова, в проектах «Сахалин». Все активы ООО "РН-Сахалинморнефтегаз" , ООО "РН-Сервис" и ООО "РН-Бурение" переданы частной нефтяной компании ННК. 
В городе разворачивается множество проектов, связанных с добычей углеводородов на сахалинском шельфе вблизи Охи. Рост инвестиций в экономику города в период 2001—2005 составил 45 %. Среди компаний инвесторов не только западные игроки, но и российские.
На 2022 год из самых значимых инвестиций - это строительство жилых домов для переселения из ветхого и аварийного жилья и домов, пострадавших во время землетрясения в 1995 году и признанными аварийными. Вложены значительные средства в реконструкцию аэропорта "Оха", построена новая ВВП и ряд объектов инфраструктуры аэропорта. С учетом оттока населения и низкой инвестиционной привлекательности, город Оха теряет свой статус северной столицы острова.

### Энергетика
- АО «Охинская ТЭЦ»

### Заводы
- механический (после череды реорганизаций сократил производство до минимума. Перепрофилирован в обслуживающую организацию. Потерял объёмы в связи с остановкой добычи на «суше»)
- железобетонных изделий и стеновых материалов. (Как завод перестал существовать после 2012 года. ОАО «СМНМ» обанкротилось. Производство практически не ведётся)

## Транспорт
По состоянию на 1 января 2013 года Оха имеет воздушное и автобусное сообщение с другими населёнными пунктами в Сахалинской области и городами России.
Железнодорожное сообщение (линия Оха — Москальво и УЖД Оха — Ноглики) прекращено в декабре 2006 года в связи с демонтажом УЖД Оха — Ноглики. Железнодорожная линия Оха — Москальво колеи 1520 мм демонтирована в 1999 году. Остался памятник: паровоз.

### Воздушный транспорт
Воздушное сообщение осуществляется через аэропорт Оха. Основные пункты назначения — Хабаровск, Южно-Сахалинск.

### Автомобильный транспорт
На 2023 год всё ещё ведётся строительство и ремонт дороги на юг острова, в направлении Ноглики. Работает автобусная станция, которая связывает районный центр с населёнными пунктами Москальво, Ноглики, Некрасовка, Тунгор, Эхаби, Восточное, Сабо, Лагури.

## Достопримечательности
- Дворец Культуры — является единственным в своем роде учреждением культуры такого уровня на территории муниципального образования городской округ «Охинский».
- Монумент паровоз «ПТ-4-524», установленный в 1988 году в честь трудовых подвигов железнодорожников Северного Сахалина - монумент трудовой славы.
- Охинский краеведческий музей — музей был открыт 30 марта 1971 года. Идея создания музея в Охе на общественных началах принадлежит Е.И. Михеевой.
- Памятник воинам-охинцам, павшим в годы Великой Отечественной войны 1941-1945 гг.  — памятник представляет собой композицию из вертикальной и горизонтальной стел из армированного бетона.
- Храм преподобного Сергия Радонежского — храм возведен в память о жертвах нефтегорской трагедии. 28 мая 1995 года на севере Сахалина произошло разрушительное землетрясение в Нефтегорске, полностью уничтожившее поселок Нефтегорск. Погибло более 2−х тысяч человек.

## Уроженцы
- Азаренко Леонид Захарович (1923 г.р., г. Оха) — награжден медалью «За отвагу».[29]
- Бедный Сергей Мефодиевич (1918 г.р., г. Оха) — кавалер Ордена Отечественной войны I степени.[30]
- Гарбуз Петр Сергеевич (1926 г.р., г. Оха) — кавалер Ордена Отечественной войны II степени.[31]
- Гулимов Григорий Кузьмич (1913 г.р., г. Оха) — кавалер Ордена Красной Звезды.[32]
- Гулькин Николай Георгиевич (г. Оха) — награжден медалью «За отвагу».[33]
- Ермолаев Федор Яковлевич (1913 г.р., г. Оха) — кавалер Ордена Отечественной войны II степени.[34]
- Заварина Зинаида Герцевна (1931 г.р., г. Оха) — кавалер Ордена Отечественной войны II степени.[35]
- Кизеев Василий Михайлович (1918 г.р., г. Оха) — награжден медалью «За отвагу».[36]
- Ким Константин Алексеевич (1924 г.р., г. Оха) — кавалер Ордена Отечественной войны II степени.[37]
- Кривцов Алексей Дмитриевич (1921 г.р., г. Оха) — кавалер Ордена Отечественной войны II степени.[38]
- Кириченко Михаил Григорьевич (1920 г.р., г. Оха) — кавалер Ордена Отечественной войны II степени.[39]
- Киселева Елена Максимовна (1923 г.р., г. Оха) — кавалер Ордена Отечественной войны II степени.[40]
- Клюкач Павел Филиппович (1923 г.р., г. Оха) — награжден медалью «За отвагу».[41]
- Ковыня Петр Николаевич (1927 г.р., г. Оха) — кавалер Ордена Отечественной войны II степени.[42]
- Колесников Василий Евграфович (1924 г.р., г. Оха) — кавалер Ордена Отечественной войны II степени.[43]
- Команин Геннадий Алексеевич  (1918 г.р., г. Оха) — кавалер Ордена Славы III.[44]
- Корзун Владимир Никифорович (1910 г.р., г. Оха) — кавалер Ордена Красной Звезды.[45]
- Летунов Вячеслав Васильевич (1927 г.р., г. Оха) — кавалер Ордена Отечественной войны II степени.
- Музыкин Иван Степанович (1917 г.р., г. Оха) — кавалер Ордена Отечественной войны II степени.[46]
- Остроумов Герман Евгеньевич (1931 г.р., г. Оха) — кавалер Ордена Отечественной войны II степени.[47]
- Паскотин Виктор Семенович (1925 г.р., г. Оха) — кавалер Ордена Отечественной войны II степени.[48]
- Полянский Андрей Гурьевич (1923 г.р., г. Оха) — награжден медалями «За оборону Ленинграда» и «За боевые заслуги».[49]
- Полянский Аркадий Гурьевич (1918 г.р., г. Оха) — кавалер Ордена Красной Звезды.[50]
- Полянский Николай Степанович (1927 г.р., г. Оха) — кавалер Ордена Отечественной войны II степени.[51]
- Пульченко Федор Андреевич (1911 г.р., г. Оха) — кавалер Ордена Отечественной войны II степени.[52]
- Соболев Семён Никитович (1924 г.р., г. Оха) — Почётный гражданин города Оха.[53]
- Степанов Александр Алексеевич (1924 г.р., г. Оха) — кавалер Ордена Красной Звезды.[54]
- Тищенко Петр Гаврилович (1924 г.р., г. Оха) — кавалер Ордена Отечественной войны II степени.[55]
- Тутов Александр Андреевич (1924 г.р., г. Оха) — кавалер Ордена Отечественной войны II степени.[56]
- Шацков Иван Васильевич (1913 г.р., г. Оха) — кавалер Ордена Отечественной войны II степени.[57]
- Шиховцев Марк Андреевич (1892 г.р., г. Оха) — награжден медалью «За отвагу».[58]